# Neukirchen (Hemau)
Neukirchen (ⓘ) ist ein Pfarrdorf in der Stadtgemeinde Hemau im Landkreis Regensburg in Bayern. Neukirchen war bis zum 31. Dezember 1971 Sitz der gleichnamigen Gemeinde.

## Geschichte
Neukirchen war eine Nebenkirche der Pfarrei Hohenschambach, die in einer Schenkungsurkunde Heinrichs II. vom 1. November 1007 erstmals erwähnt wurde. Die heutige Pfarrkirche in Neukirchen stammt von 1899, der Turm ist aber frühgotisch. Die Gemeinde Neukirchen entstand mit dem bayerischen Gemeindeedikt von 1818 und umfasste die Orte Neukirchen, Angern, Oberreiselberg, Rieb und Schneitbügl. Am 1. Januar 1972 wurde die Gemeinde Neukirchen nach Hemau eingemeindet.

## Sehenswürdigkeiten
In der Liste der Baudenkmäler sind die katholische Pfarrkirche St. Georg, ein Bauernhof, ein ehemaliges Bauernhaus und ein Kleinhaus aufgeführt.